# Gahaitu
Gahaitu (kinesiska: 嘎亥图, 嘎亥图镇) är en köping i Kina. Den ligger i den autonoma regionen Inre Mongoliet, i den norra delen av landet, omkring 890 kilometer nordost om regionhuvudstaden Hohhot. Antalet invånare är 29801. Befolkningen består av 14 739 kvinnor och 15 062 män. Barn under 15 år utgör 17,0 %, vuxna 15-64 år 78 %, och äldre över 65 år 4,0 %.
Genomsnittlig årsnederbörd är 563 millimeter. Den regnigaste månaden är juli, med i genomsnitt 155 mm nederbörd, och den torraste är februari, med 3 mm nederbörd.